# Impel Głogów
Impel Głogów – polski klub futsalowy z Głogowa. W sezonie 1999/2000 występował w I lidze, w której zajął piąte miejsce. 